# Moon Kana (chanteuse)
Moon Kana (Moon香奈) est une chanteuse japonaise de Visual kei née le 26 janvier 1982,à Tokyo. Elle s'est créé un univers original mêlant le kawaii à un son pop, rock ou punk.

## Biographie
Sans parler des chansons, on la connait également pour son style dit « gothic lolita ». Elle a d'ailleurs créé de nombreux vêtements, ce qui fait aussi partie de ses passions.
Moon Kana fait son premier concert à 16 ans, en 1998. C'est toutefois à partir de février 2000 qu'elle se fait connaître avec la sortie de son premier single et succès Hebi ichigo. Cependant, les critiques ne s'avèrent pas unanimes étant donné le son très particulier de sa voix. Les paroles de son deuxième single, Chimame, ont été écrites par Kana elle-même à l'âge de 17 ans, pendant ses heures de cours.
En 2001, deux autres maxi-singles arrivent dans les bacs : Kuuchuu Buranko en mai, puis Niku en novembre, juste avant les 20 ans de Moon Kana. Le 21 septembre de la même année, elle produit son premier album : Doubutsu-teki Ningen. 
L’an 2002 s’annonce plutôt bien avec la sortie d’un nouvel album Kikai-teki Ningen, en plus du maxi-single Anzen Pin et d'un VHS de clips promotionnels : Kokoro no Mori. Puis, Moon Kana fait peu parler d’elle et ne sort en deux ans qu’un seul album nommé Ningen-teki Ningen, en plus de ses habituelles performances.  
Elle fait, le vendredi 8 décembre 2006, son premier concert en France, à la salle Glazart à Paris. De plus, une deuxième apparition de Moon Kana est proposée aux fans français le 24 février 2007 à la Locomotive pendant sa tournée européenne (Europe tour 2007). Son premier CD made in France Tsuki no Usagi sort le 6 juillet 2007 puis le 16 décembre, elle donne un concert à La Maroquinerie à Paris, ainsi qu'à la Laiterie à Strasbourg le 18 décembre. 

## Vie personnelle
Moon Kana demeure au Canada depuis les années 2010, avec son mari, son garçon et sa fille. Elle poste occasionnellement des photos de moments en famille sur son compte Instagram, en plus des projets sur lesquels elle travaille. Elle reste tout de même discrète sur les détails de sa vie privée.

## Discographie

### Singles
1. l'amour fond
Sortie : 2024
2. Doresu no yoroi (ドレスの鎧?)
Sortie : 2024
3. Étoile filante
Sortie : 2024
4. Tsuki no tokei (月の時計?)
Sortie : 2022
5. Hoshizukiyo no Hana (星月夜の花?)
Sortie : 2021
6. Tsuki Kinoko (月きのこ?)
Sortie : 2014

## VHS
- Kokoro no mori (心の森?) - cassette de vidéoclips, sortie le 24 juillet 2002
  1. Hamushi -Gomi Bako Shiki- (羽虫 -ゴミ箱式-; Flying Insect -Trashcan Mode)
  2. Mori (森; Forest)
  3. Jueki (樹液; Sap)
  4. Hebi Ichigo (蛇苺; Snake Strawberry)
  5. Hamushi -Nankotsu Shiki- (羽虫 -軟骨式-; Flying Insect -Cartilage Mode)
  6. Chimame (血まめ; Blood Blister)
  7. Hamushi -Tenryuu Shiki- (羽虫 -天龍式-; Flying Insect -Heavenly Dragon Mode)
  8. Kuuchuu Buranko (空中舞乱孤; Sky Swing)
  9. Kugi (釘; Screw)
  10. Momo -Mega Haeta Shiki- (桃-芽がはえた式-; Peach -Bud Grown Mode)
  11. Mori (森; Forest)
  12. Rainbow -Doubutsu Shiki- (れいんぼぉ -動物式-; Animal Mode)
  13. Mori no Okurimono (森のおくりもの; The Forests Presents)
  14. Niku -Hadaka Shiki- (肉 -はだか式-; Meat -Naked Mode-)